# Дрю Годард
Андрю „Дрю“ Годард (на английски: Andrew Goddard) е американски филмов и телевизионен сценарист, продуцент и режисьор, носител на две награди „Хюго“, номиниран за „Сателит“, „Оскар“ и три пъти за награди „Еми“ и „Сатурн“. Най-известен с работата си в сериалите „Бъфи, убийцата на вампири“, „Ейнджъл“, „Наричана още“, „Изгубени“ и филмите „Чудовищно“, „Хижа в гората“ и „Марсианецът“.

## Биография
Дрю Годард е роден на 26 февруари 1975 г. в Хюстън, САЩ, но израства в Лос Аламос, Ню Мексико. Майка му Колийн Мери е учителка, баща му Лорънс Годард е доктор.

## Избрана филмография
| Година      | Заглавие                    | Режисьор | Сценарист | Продуцент | Бележки |
| ----------- | --------------------------- | -------- | --------- | --------- | ------- |
| 2002 – 2003 | „Бъфи, убийцата на вампири“ |          | Да        |           | сериал  |
| 2002 – 2003 | „Ейнджъл“                   |          | Да        | Да        | сериал  |
| 2002 – 2003 | „Наричана още“              |          | Да        |           | сериал  |
| 2005 – 2008 | „Изгубени“                  |          | Да        | Да        | сериал  |
| 2008        | „Чудовищно“                 |          | Да        |           |         |
| 2012        | „Хижа в гората“             | Да       | Да        |           |         |
| 2013        | „Z-та световна война“       |          | Да        |           |         |
| 2015        | „Марсианецът“               |          | Да        | Да        |         |
| 2015 – 2018 | „Деърдевил“                 |          | Да        | Да        | сериал  |
| 2016        | „Ул. Чудовищно 10“          |          |           | Да        |         |
| 2017        | „Защитниците“               |          | Да        | Да        | сериал  |
| 2018        | „Чудовищният парадокс“      |          |           | Да        |         |
| 2018        | „Тежки времена в „Ел Роял““ | Да       | Да        | Да        |         |